# Lucien de La Hodde
Lucien de La Hodde est un indicateur de police démasqué par Marc Caussidière pendant la révolution de 1848. C'est aussi un essayiste français né à Wimille (Pas-de-Calais) le 25 novembre 1812et décédé dans cette même commune le 22 avril 1863.

## Biographie
Né à Wimille le 25 novembre 1812, François-Lucien Delahodde de son nom complet, fut indicateur du préfet de police Gabriel Delessert, infiltré dans les rangs républicains sous la monarchie de Juillet. Son livre Histoire des sociétés secrètes et du parti républicain de 1830 à 1848: Louis-Philippe Et La Révolution de Février, Portraits, Scènes de Conspirations, Faits inconnus sera traduit en anglais par le général John W. Phelps.

## Publications
en français
- La naissance de la république en février 1848, (1850)
- Histoire des sociétés secrètes et du parti républicain de 1830 à 1848: Louis-Philippe Et La Révolution de février, Portraits, Scènes de Conspirations, Faits inconnus, 1850
- Correspondance des Terroristes de 93, précédée de quelques mots sur la situation actuelle
- Réponse des Vésuviennes au libelle, Les Montagnards, par Chenu. Suivi de la Réponse aux conspirateurs, et À la naissance de la République, avec Jacques Étienne Adolphe Chenu
- Strophes Et Chansons Politiques

en allemand
Geschichte der geheimen Gesellschaften und der republikanischen Partei in ... (1851)
en anglais
- The Cradle of Rebellions; A History of the Secret Societies of France